# بونویل (کنتاکی)
بونویل (به انگلیسی: Booneville) شهری در ایالت کنتاکی کشور ایالات متحده آمریکا است که جمعیت آن در سرشماری سال ۲۰۱۰ میلادی، ۸۱ نفر بوده‌است.